# Carl Bronner
Pour les articles homonymes, voir Bronner.

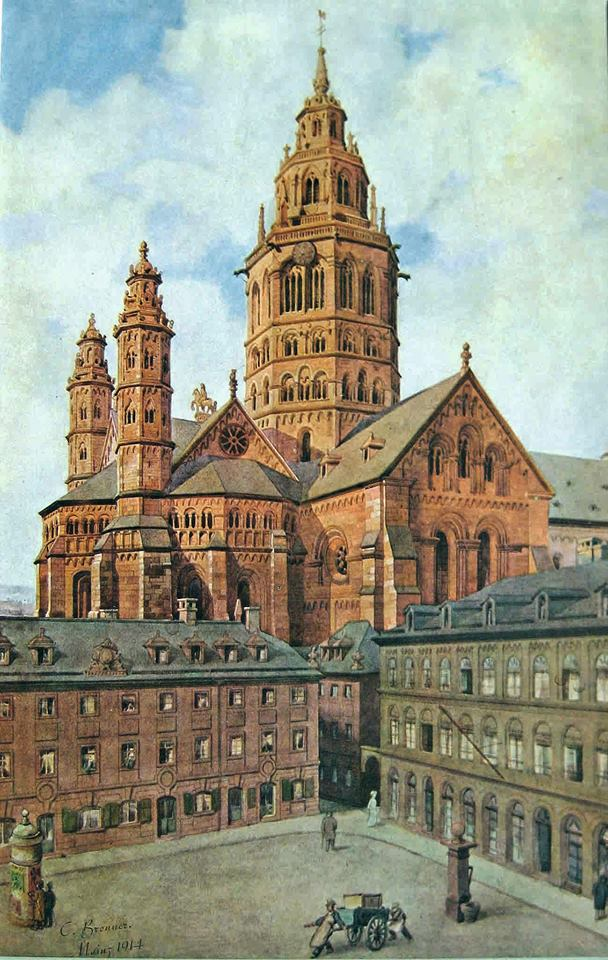
Bronner: Cathédrale de Mayence

Carl Bronner (né en 1857 à Stuttgart et mort en 1936) est un architecte allemand, peintre et éditeur. Il travaillait comme professeur de dessin. Il peignit 100 aquarelles de Mainz-Altstadt. Beaucoup de ses œuvres ont été perdues pendant la Seconde Guerre mondiale.
Bronner est temporairement apprécié en tant que dessinateur de plans et de perspectives pour l'inventaire des Kulturdenkmäler in Hessen.

## Œuvres
- Classification der Traubenvarietäten, Tübingen: Heidelberg: Winter, 1878
- Münzenberg: ein kunstgeschichtlicher Führer durch Burg und Stadt, Friedberg, 1921
- Odenwaldburgen. Teil 1. Ein kunstgeschichtlicher Führer, Groß-Umstadt, 1924
- Odenwaldburgen. Teil 2. Ein kunstgeschichtlicher Führer, Mainz, 1927
- « Die St. Nikolaikirche in Alzey » dans Volk und Scholle (de), vol. 5, 1927, p. 181–185
- « Nochmals die Starkenburg » dans Volk und Scholle (de), vol. 5, 1927, p. 287–288
- « Die evangelische Kirche in Hochheim-Worms und ihre wieder freigelegte Krypta » dans Volk und Scholle (de), vol. 10, 1932, p. 128–133
- « Wohntürme im Volksstaat Hessen. Teil 1: Rheinhessen » dans Mainzer Zeitschrift (de), vol. 28, 1933, p. 27–40